# Glenea scapifera
Glenea scapifera är en skalbaggsart som beskrevs av Francis Polkinghorne Pascoe 1859. Glenea scapifera ingår i släktet Glenea och familjen långhorningar.
Artens utbredningsområde är Sri Lanka. Inga underarter finns listade i Catalogue of Life.